# Alix Gerniers
Alix Gerniers est une joueuse de hockey sur gazon internationale belge, née le 29 juin 1993 à Renaix. Elle évolue au poste de milieu au club de La Gantoise HC.

## Biographie
Alix Gerniers participe aux Jeux olympiques de 2012 avec l'équipe nationale belge, pour laquelle elle est alors appelée pour la première fois alors que les Belges n'ont jamais participé aux JO jusqu'à cette édition, qu'elles terminent à la 11e place sur les 12 pays qualifiés. L'année suivante, elle est sélectionnée pour le Championnat d'Europe, où les Belges s'inclinent en demi-finale puis pour le match pour la médaille de bronze. Alors qu'elle a déjà intégré l'équipe senior, elle joue quelques matches avec l'équipe de moins de 21 ans lors des championnats d'Europe junior en 2014. Elle continue ensuite d'être appelée dans l'équipe senior, faisant notamment partie de la sélection qui devient vice-championne d'Europe en 2017, première médaille de l'équipe nationale féminine dans cette compétition.
Au niveau national, Alix Gerniers évolue à Gand dans le club de La Gantoise HC. Elle est distinguée à trois reprises comme meilleur espoir du championnat de Belgique en 2012, puis comme meilleure joueuse en 2015, 2017 et 2018.

## Palmarès
- Avec l'équipe nationale :
  - 11e aux Jeux olympiques d'été de 2012
  - 4e au Championnat d'Europe de 2013
  - 12e de la Coupe du monde de 2014
  - 5e aux Championnats d'Europe junior de 2014
  - 5e au Championnat d'Europe de 2015
  -  2e au Championnat d'Europe de 2017
  - 10e de la Coupe du monde de 2018

## Distinctions
- Sticks d'or 2011-2012 : prix Espoirs Girls[2]
- Sticks d'or 2014-2015 : Stick d'or[2]
- Sticks d'or 2016-2017 : Stick d'or[2]
- Sticks d'or 2017-2018 : Stick d'or[3]